# 1144年教宗選舉
1144年教宗選舉於教宗雷定二世於1144年3月8日離世後進行。選舉於3月11日開始並於同日選出赫拉爾·卡紮文尼治樞機為新教宗，取名為「路爵二世」。

## 選舉過程
擔任教宗5個月後，教宗雷定二世於1144年3月8日在羅馬離世。:1在羅馬市民要求廢除教宗世俗管治羅馬的陰影下，樞機團依然召開選舉，選出新教宗。:78雷定二世在位期間未能全面控制羅馬，而他同時亦要處理西西里國王魯傑羅二世要求教宗恢復自己作為國王的特權的問題。然而，這些問題直至雷定二世離世時亦未能解決，因為雷定二世不肯恢復對立教宗克雷二世賦予魯傑羅二世的特權。:387
選舉舉行的時間和地點不明:7，不過有資料認為選舉於1144年3月11日舉行。參與選舉的樞機最後選出耶路撒冷聖十字聖殿司鐸赫拉爾·卡紮文尼治樞機為新教宗。由於新教宗於當選教宗前是聖座秘書長，而他同時亦是諾森二世和雷定二世的密切合作者，這可以推斷出各樞機有意延續兩位教宗任內友善對待神聖羅馬帝國和不友善對待魯傑羅二世的政策。:387新教宗以「路爵二世」作為名號並於1144年3月12日獲晉牧。:7:525

## 參與選舉的樞機
1144年3月時共有約39位樞機。根據1144年發出的教宗詔書上的簽名，估計當時共有不多於36位樞機參與這次選舉。:1, 7以下是有參與選舉的35位樞機：
| 姓名                     | 領銜教區/堂區/執事區         | 冊封樞機日期   | 冊封者     | 備註                                                          |
| ------------------------ | ---------------------------- | -------------- | ---------- | ------------------------------------------------------------- |
| 科拉多·德米特里          | 薩比娜羅馬城郊教區主教       | 1113年或1114年 | 帕斯卡二世 | 樞機團團長、後來的教宗達西四世                                |
| 塞德溫                   | 聖魯菲納羅馬城郊教區主教     | 約1133年       | 諾森二世   |                                                               |
| 博韋的阿伯里克           | 奧斯蒂亞羅馬城郊教區主教     | 1138年4月3日   | 諾森二世   |                                                               |
| 艾蒂安·德沙隆            | 帕萊斯特里納羅馬城郊教區主教 | 1141年2月21日  | 諾森二世   |                                                               |
| 伊默爾                   | 弗拉斯卡蒂羅馬城郊教區主教   | 1142年3月13日  | 諾森二世   |                                                               |
| 伯多祿·巴巴拉斯基        | 阿爾巴諾羅馬城郊教區主教     | 1143年9月17日  | 諾森二世   |                                                               |
| 赫拉爾·卡紮文尼治        | 耶路撒冷聖十字聖殿司鐸       | 1123年3月9日   | 嘉禮二世   | 首席司鐸、羅馬天主教會總理及 於這次選舉中當選成為教宗路爵二世 |
| 吉多·弗洛倫蒂納斯        | 聖基所恭聖殿司鐸             | 1139年         | 諾森二世   |                                                               |
| 拉涅利                   | 聖普里斯卡堂司鐸             | 1139年12月22日 | 諾森二世   |                                                               |
| 哥蘇                     | 聖則濟利亞聖殿司鐸           | 1139年12月22日 | 諾森二世   |                                                               |
| 額我略·德拉·蘇貝拉       | 越台伯河的聖母大殿司鐸       | 1140年3月1日   | 諾森二世   |                                                               |
| 多默                     | 聖維大理聖殿司鐸             | 1140年3月1日   | 諾森二世   |                                                               |
| 伯多祿                   | 聖普正珍大殿司鐸             | 1140年9月20日  | 諾森二世   |                                                               |
| 烏巴爾多·阿利色古尼      | 聖巴西德聖殿司鐸             | 1138年12月16日 | 諾森二世   | 後來的教宗路爵三世                                            |
| 烏瓦爾多希               | 聖若望及保祿堂司鐸           | 1141年12月19日 | 諾森二世   |                                                               |
| 吉爾伯托                 | 聖馬爾谷聖殿司鐸             | 1142年3月13日  | 諾森二世   |                                                               |
| 尼各老                   | 聖奇里亞科堂司鐸             | 1142年3月13日  | 諾森二世   |                                                               |
| 曼弗雷                   | 聖撒比納聖殿司鐸             | 1143年12月17日 | 雷定二世   |                                                               |
| 拉涅利                   | 聖斯德望圓形堂司鐸           | 1143年12月17日 | 雷定二世   |                                                               |
| 圭多·德·蘇瑪             | 大馬修斯的聖洛倫佐聖殿司鐸   | 1143年12月17日 | 雷定二世   |                                                               |
| 阿利伯多                 | 聖亞納大西亞聖殿司鐸         | 1143年12月17日 | 雷定二世   |                                                               |
| 額我略·泰基尼            | 聖色爾爵及伯古斯堂執事       | 1123年3月9日   | 嘉禮二世   | 首席助祭                                                      |
| 柯冬·波尼卡斯            | 維拉布洛聖喬治聖殿執事       | 1132年3月4日   | 諾森二世   |                                                               |
| 圭多·皮薩諾              | 聖葛斯默和達彌盎聖殿執事     | 1132年3月4日   | 諾森二世   |                                                               |
| 赫拉爾                   | 多米尼克聖母堂執事           | 1138年5月27日  | 諾森二世   |                                                               |
| 吉多·卡斯特羅·費則羅     | 羅馬天主教會執事             | 1139年         | 諾森二世   |                                                               |
| 伯多祿                   | 阿郊洛聖母堂執事             | 1141年2月21日  | 諾森二世   |                                                               |
| 伯多祿                   | 金碧地利聖母堂執事           | 1141年9月19日  | 諾森二世   |                                                               |
| 額我略                   | 羅馬天主教會執事             | 1141年12月19日 | 諾森二世   |                                                               |
| 額我略                   | 波斯利亞的聖安傑洛堂執事     | 1143年12月17日 | 雷定二世   |                                                               |
| 阿斯丹羅·阿布魯·阿斯丹尼 | 聖猶士坦堂執事               | 1143年12月17日 | 雷定二世   |                                                               |
| 若望·卡紮文尼治          | 聖馬里亞諾瓦聖殿執事         | 1143年12月17日 | 雷定二世   | 新教宗的侄子                                                  |
| 若望·帕帕羅尼            | 聖亞德堂執事                 | 1143年12月17日 | 雷定二世   |                                                               |
| 烏戈·諾華因理斯          | 奧爾塔的聖露西亞教堂執事     | 1143年12月17日 | 雷定二世   |                                                               |
| 魯道夫                   | 施德索利奧的聖盧西亞教堂執事 | 1143年12月17日 | 雷定二世   |                                                               |

在上述35位樞機裏有22位樞機是被諾森二世冊封、10位樞機是被雷定二世冊封、2位樞機是被嘉禮二世冊封、1位樞機被帕斯卡二世冊封。

## 缺席選舉的樞機
| 姓名                   | 領銜堂區/執事區          | 冊封樞機日期     | 冊封者   | 備註                                     |
| ---------------------- | ------------------------ | ---------------- | -------- | ---------------------------------------- |
| 羅那度·德·科萊迪梅佐   | 聖瑪策林及聖伯多祿堂司鐸 | 約1139年或1141年 | 諾森二世 | 卡西諾山修道院院長（外地樞機）           |
| 阿度夫                 | 希臘聖母堂執事           | 1132年12月16日   | 諾森二世 | 法爾法修道院院長、駐德國宗座使節）       |
| 奧塔維亞諾·德·蒙蒂塞利 | 卡斯洛的聖尼古拉堂執事   | 1138年2月25日    | 諾森二世 | 後來於1159年至1164年成為對立教宗維篤四世 |